# 小田直樹
小田 直樹（おだ なおき、1961年 - ）は、日本の法学者。追手門学院大学法学部教授。京都大学法学修士。専攻は刑法。

## 経歴
1961年、広島県広島市に生まれた。1980年、広島市立基町高等学校卒業。1984年、京都大学法学部卒業。1987年、京都大学大学院法学研究科博士後期課程民刑事法専攻中退。
1987年から1989年、広島大学法学部助手。1989年から2001年、広島大学法学部助教授。2001年4月から2004年3月、広島大学大学院社会科学研究科教授。2004年4月から2009年3月、広島大学大学院法務研究科教授。
2009年4月から2023年3月、神戸大学大学院法学研究科教授。2023年4月、追手門学院大学法学部教授。